# (6251) Setsuko
(6251) Setsuko (1992 DB) – planetoida z pasa głównego asteroid okrążająca Słońce w ciągu 3,48 lat w średniej odległości 2,3 j.a. Odkryta 25 lutego 1992 roku.